# Paizo

Paizo Inc. (originalmente Paizo Publishing) é uma editora americana de role-playing game (RPG), localizada em Bellevue, Washington, mais conhecida pelo jogo Pathfinder. O nome da empresa é derivado da palavra grega παίζω paizō, que significa 'eu jogo' ou 'jogar'. A Paizo também administra uma loja de varejo online que vende jogos de RPG, jogos de tabuleiro, histórias em quadrinhos, brinquedos, roupas e outros produtos, e possui uma comunidade de fóruns na Internet.

## História
A Paizo foi formada por Lisa Stevens, Vic Wertz e Johnny Wilson em 2002 para assumir a publicação das revistas de Dungeons and Dragons: Dragon e Dungeon, anteriormente publicado internamente pela Wizards of the Coast. Erik Mona é ex-editor-chefe do Dragon. enquanto o ex-editor-chefe daJames Jacobs, agora é diretor de criação, supervisiona vários periódicos para Pathfinder. 
A empresa começou a produzir uma revista bimestral chamada Undefeated em 2003, e em 2004 ressuscitou a venerável revista de ficção científica Amazing Stories . As duas publicações foram colocadas em hiato em 2005, e finalmente canceladas em 2006.
No início de 2007, Wizards of the Coast anunciou que não iria renovar a licença das revista Dragon e Dungeon publicadas durante cinco anos, de setembro de 2002 a setembro de 2007.
A Paizo's posteriormente iniciou o periódico Pathfinder Adventure Path, que continua o conceito apresentado em Dungeon de parcelas mensais de aventuras que contam uma história independente. Esses caminhos de aventura são ambientados no mundo de Golarion, o cenário oficial da campanha do Pathfinder. A Paizo anunciou em 18 de março de 2008 que lançaria o Pathfinder Roleplaying Game. Por meio da nova linha de produtos, a Paizo modificaria, atualizaria, manteria e publicaria o  System Reference Document 3.5 (sob a Open Game License da Wizards of the Coast). O Pathfinder Roleplaying Game também suportaria o cenário de campanha Pathfinder da Paizo. Em março de 2008, Paizo também anunciou que estava introduzindo um programa de jogo organizado chamado "Pathfinder Society Organized Play". O programa foi vagamente modelado nas campanhas "Living" da RPGA. Produtos adicionais na linha Pathfinder incluem módulos Pathfinder e romances Pathfinder Tales.
Em maio de 2016, Paizo anunciou um novo jogo de RPG dos gêneros space opera e fantasia científica, Starfinder , previsto para ser lançado em agosto de 2017.
Em maio de 2018, a Paizo anunciou que estava trabalhando em uma segunda edição do Pathfinder para refinar os elementos do conjunto de regras para refletir o feedback e o esclarecimento sobre o sistema original nos anos anteriores. O conjunto de regras preliminar foi publicado em agosto de 2018 como Pathfinder Playtest para que os jogadores pudessem testar e fornecer feedback. O conjunto final de regras foi lançado em 1º de agosto de 2019.
Em 15 de junho de 2020, a Paizo anunciou que a CEO Lisa Stevens deixaria as operações diárias em preparação para sua aposentadoria.
Outros produtos Paizo incluem o Titanic Game, uma linha de jogos de tabuleiro, como  Kill Doctor Lucky, e  a linha de romances fantasia cientifica Planet Stories.
Em 14 de outubro de 2021, uma organização que representa mais de 30 funcionários da Paizo anunciou a formação do United Paizo Workers, um sindicato aliado aos Communications Workers of America. Os funcionários da Paizo anunciaram planos de se sindicalizar como United Paizo Workers sob o Communication Workers of America em outubro de 2021, tornando-se a primeira empresa de jogos de mesa a ter tal sindicato. Os funcionários afirmaram que questões recentes relacionadas à "impropriedade gerencial" foram um motivador para o esforço de sindicalização. A Paizo concordou voluntariamente em reconhecer o sindicato, permitindo o início das negociações coletivas entre a empresa e o sindicato.
Documentos vazados da Wizard of the Coast em janeiro de 2023 sugeriram que a Wizards planejava mudar a Open Game License (OGL), desenvolvida para seus produtos Dungeons & Dragons e na qual os produtos da Paizo se baseiam, para ser mais restritiva e potencialmente prejudicar o conteúdo de terceiros criadores, incluindo Paizo. Em resposta, Paizo anunciou planos para uma nova licença chamada Open RPG Creative License (ORC). Editoras adicionais, como Kobold Press, Chaosium, Green Ronin, Legendary Games e Rogue Genius Games, farão parte do processo de desenvolvimento da ORC.
A ORC será uma licença independente de sistema aberta, perpétua e irrevogável com desenvolvimento legal pago pela Paizo "sob a orientação legal da Azora Law", no entanto, a licença "não será de propriedade da Paizo, nem será de propriedade de nenhuma empresa que ganhe dinheiro publicando RPGs".[28] A Paizo planeja encontrar uma "sem fins lucrativos com um histórico de valores de código aberto para possuir esta licença" e afirmou que "a propriedade do processo e administração da Azora Law deve fornecer um porto seguro contra qualquer empresa que seja comprada, vendida ou que mude de administração no futuro e tentar rescindir direitos ou anular seções da licença".